# 덕난문화재연구원
덕난문화유산연구원은 문화유산에 대한 선사고고학 조사, 역사고고학, 불교고고학, 인류학, 민속학, 건축학, 미술사, 과학기술사 분야조사, 발굴, 실측, 모사, 복원, 보존, 보호관리 및 그에 관한 연구를 통해 민족문화의 우수성을 전승, 보급하고 이를 계승, 발전시켜 새로운 문화창조에 기여함을 목적으로 2010년 4월 6일 설립된 문화체육관광부 소관의 재단법인이다. 사무실은 경기도 평택시 송탄로 364 (지산동, 부남빌딩3층)에 있다.

## 주요 사업
- 문화유산에 대한 조사․연구․보존․복원정비 등과 관련된 사업
- 매장문화재에 대한 지표조사 및 발굴조사
- 학술사업과 연구보고서 발간
- 문화재 관련업무 자문과 수탁사업
- 문화재와 관련된 학술행사 개최 및 유관사업 지원
- 문화재 정비 및 이전·복원사업
- 기타 각 호의 목적을 달성하기 위한 각종 사업